# Одеська єпархія ПЦУ
Одеська єпархія — єпархія Православної церкви України на території Одеської області. Єпархіальний центр — Одеса.

## Історія єпархії
У листопаді 1992 року у державних органах влади було зареєстровано Одесько-Балтське єпархіальне управління.
В склад Одеської єпархії входять м. Одеса разом з областю. Одеська єпархія межує з Вінницькою єпархією та Кропивницькою єпархією, на сході — з Миколаївською єпархією.
8 жовтня 2019 року єпископ Одеський і Балтський Павло під час свого архіпастирського візиту звершив Чин освячення храму-каплиці і очолив Божественну літургію святителя Іоана Золотоустого у храмі на честь преподобного Сергія Радонезького на території житлового масиву «Дайберг».

### Сьогодення єпархії
На 01.01.2021 р. на парафіях єпархії звершують служіння 48 священнослужителів. Головний храм Одеської єпархії — кафедральний собор Різдва Христового м. Одеси, є пам'яткою архітектури та одним з найстаріших храмів міста.
Згідно зі Статутом, двічі на рік проводяться збори благочинних єпархії. Загальноєпархіальні збори духовенства Одеської єпархії відбуваються тричі на рік та щорічні звітні єпархіальні збори, на яких керуючий єпархією звертається до духовенства з доповідною інформацією про діяльність правлячого архієрея та єпархіальних відділів за минулий рік.
Події які відбуваються в єпархії висвітлюються на офіційному сайті Одесько-Балтської єпархії «Православна Одещина».
Кожен тиждень крім суботи, неділі та святкових днів правлячим архієреєм ведеться прийом відвідувачів в єпархіальному управлінні, яке розташоване за адресою: м. Одеса, вул. Пастера,7.
З березня 2018 року посаду секретаря єпархіального управління займає прот. Теодор Оробець.
Єпархія складається з парафій, що знаходяться на території Одеської області, об'єднаних у 9 благочинь.

## Правлячі архиєреї
- Єпископ Стефан (Ладчук) (1993)
- Митрополит Нестор (Куліш) (1994 — 19 лютого 1998)
  - Тимчасово керуючий Патріарх Філарет (19 лютого — 23 листопада 1998)
- Єпископ Іоанн (Зинов'єв) (24 листопада 1998 — липень 2001)
- Архієпископ Серафим (Верзун) (6 липня — 22 жовтня 2000)
  - Тимчасово керуючий єпископ Геронтій (Хованський) (липень — вересень 2001)
- Єпископ Паїсій (Дмоховський) (30 вересня 2001 — 16 липня 2004)
- Архієпископ Яків (Макарчук) (16 липня 2004 — 8 березня 2013)
- Єпископ Марк (Гринчевський) (8 березня 2013 р. — 22 січня 2018)
- Єпископ Павло (Юристий) (28 січня 2018 — 24 травня 2021)
- Архієпископ Афанасій (Яворський) із 24 травня 2021 р.

## Єпархіальні відділи
- Співпраці з вищими навчальними закладами та з міжконфесійних відносин;
- Співпраці з політичними партіями, національно-патріотичними товариствами та громадськими організаціями (голова — обласний благочинний прот. Василь Вирозуб);
- Співпраці з козацькими організаціями (голова — благочинний м. Одеси — прот. Василь Вирозуб);
- Співпраці з медичними установами (голова — керівник прес-служби Одеської єпархії);
- Співпраці з військовими формуваннями та силовими структурами (голова — прот. Василь Вирозуб);
- Духовно-патріотичного виховання молоді (голова — ієрей Володимир Чорний);
- Духовного виховання в місцях позбавлення волі (голова — священник Димитрій Краснобаєв);
- Співпраці з благодійними організаціями та з соціальної роботи (голова — священник В'ячеслав Юрченко);
- За господарчу діяльність єпархіального управління відповідає економ єпархії митр. прот. Микола Віщун.

Священнослужителі Одеської єпархії опікують Військово-морський ліцей (духівник ліцею митр. прот. Василь Вирозуб), передислокований у навесні 2014 року із анексованого Севастополя та Одеський обласний центр профілактики та боротьби зі СНІДом.
Діє каплиця у Південній виправній колонії №51 м. Одеси (настоятель священник Димитрій Краснобаєв).

## Благочиння

### Березівське
Березівський район: Березівська міська громада, Миколаївська селищна громада, Андрієво-Іванівська,  Новокальчевська, Раухівська, Розквітівська, Стрюківська сільські громади
Благочинний: протоієрей Михайло Бубнюк
| №  | Населений пункт | Назва                              | Адреса            | Настоятель            |  | Примітка |
| -- | --------------- | ---------------------------------- | ----------------- | --------------------- |  | -------- |
| 1  | с-ще Миколаївка | Храм Св. Миколая Чудотворця        | Вул. Центральна 8 | Прот. Віктор Дранчук  |  |          |
| 2  | с. Антонюки     | Храм Різдва Пресвятої Богородиці   |                   | Прот. Віктор Дранчук  |  |          |
| 3  | с. Василівка    | Храм Покрови Пресвятої Богородиці  | Вул. Молодіжна 47 | Прот. Роман Бубнюк    |  |          |
| 4  | с. Гвоздівка    | Храм Свято-Успенський              |                   | Прот. Віктор Дранчук  |  |          |
| 5  | с. Маринове     | Храм Свято-Успенський              |                   | Прот. Роман Федак     |  |          |
| 6  | с. Настасіївка  | Храм св. влмч. Георгія Побідоносця | Вул. Горького 25  | Прот. Михаїл Бубнюк   |  |          |
| 7  | с. Новокальчеве | Храм Свято-Ольгинський             |                   |                       |  |          |
| 8  | с. Олексіївка   | Храм св. Арх. Михаїла              |                   | Прот. Роман Бубнюк    |  |          |
| 9  | с. Стрюкове     | Храм Покрови Пресвятої Богородиці  | Вул. Горького 21  | Прот. Михайло Бубнюк  |  |          |
| 10 | с. Ульяновка    | Храм Свято-Успенський              |                   | Прот. Віталій Лещенко |  |          |

### Бесарабське
Білгород-Дністровський, Болградський, Ізмаїльський райони
Благочинний: протоієрей Іоан Гуменюк
| № | Населений пункт                  | Назва                                               | Адреса                   | Настоятель                |  | Примітка |
| - | -------------------------------- | --------------------------------------------------- | ------------------------ | ------------------------- |  | -------- |
| 1 | м. Білгород-Дністровський        | Храм-каплиця св. рівноап. князя Володимира Великого | Вул. Військової Слави 14 | Прот. Іоан Гуменяк        |  |          |
| 2 | м. Татарбунари                   | Свято-Троїцький храм                                |                          | Прот. Василій Баурда      |  |          |
| 3 | с-ще Сарата                      | Храм Покрови Пресвятої Богородиці                   | Вул. Ігнаца Ліндла, 74   | Прот. Владислав Шиман     |  |          |
| 4 | с. Кам'янське Болградський район | Храм Святого Архистратига Божого Михаїла            | Вул. Гагаріна, 164-А     | Ігумен Миколай (Пустовіт) |  |          |

|                                      |
| Свято-Троїцька церква в Татарбунарах |

|                                         |
| Церква Покрови Богородиці в с-щі Сарата |

|                                                         |
| Храм Святого Архистратига Божого Михаїла, с. Кам'янське |

### Біляївське
Одеський район: Біляївська, Теплодарська, Чорноморська міські, Овідіопольська, Таїровська селищні, Дальницька, Усатівська сільські громади.
Благочинний: протоієрей Василь Єдин
| № | Населений пункт                 | Назва                                         | Адреса                                 | Настоятель             |   | Примітка            |
| - | ------------------------------- | --------------------------------------------- | -------------------------------------- | ---------------------- | - | ------------------- |
| 1 | м. Біляївка                     | Храм Покрови Пресвятої Богородиці             | вул. Героїв Громади 17А                | прот. Богдан Біда      |   |                     |
| 2 | м. Теплодар                     | Храм св. страстотерпців князів Бориса і Гліба | Вул. Комунальна 4Г                     | Прот. Михайло Козак    | , |                     |
| 3 | м. Чорноморськ                  | Храм св. Миколая Чудотворця                   | Вул. Шума 6Е (район пожежної частини). | Прот. Михайло Щерба    |   |                     |
| 4 | с-ще Овідіополь                 | Храм Покрови Пресвятої Богородиці             | Вул. Козача, 5                         | Прот. Андрій Ляшек     |   |                     |
| 5 | с-ще Олександрівка              | Храм Свято-Успенський                         | Вул. Шкільна, 14                       | Прот. Михайло Харабара |   |                     |
| 6 | с. Августівка Одеський район    | Парафія св. Марії Магдалини                   |                                        | Прот. Петро Бащук      |   |                     |
| 7 | с. Мирне Одеський район         | Храм Успіння Пресвятої Богородиці             | Вул. Центральна 83А                    | Прот. Василь Єдин      |   |                     |
| 8 | с. Широка Балка Одеський район  | Храм св. влмч. Пантелеймона                   | Вул. Центральна 21В                    | Прот. Василь Єдин      |   |                     |
| 9 | с. Новоградківка Одеський район | Храм св. влмч. Димитрія Солунського           | Вул. Центральна 61                     | Прот. Віталій Хомич    |   | Храм у стані будови |

|                                        |
| Церква Покрови Богородиці, м. Біляївка |

|                                               |
| Церква Успіння Пресвятої Богородиці, с. Мирне |

|                                                     |
| Церква Святого Дмитра Солунського, с. Новоградківка |

### Одеське міське
Одеський район: м. Одеса, с-ще Ліски, с. Лиманка.
Благочинний: митрофорний протоієрей Михайло Демида.
| №  | Назва                                              | Адреса                                                                     | Настоятель                                                                     |
| -- | -------------------------------------------------- | -------------------------------------------------------------------------- | ------------------------------------------------------------------------------ |
| 1  | Кафедральний собор Різдва Христового               | Одеса, вул. Пастера, 5а                                                    | Митр. прот. Теодор Оробець, клірики: прот. Роман Канюка, прот. Андрій Волошин. |
| 2  | Храм Покрови Пресвятої Богородиці                  | Одеса, вул. Бахмутська, 67 (Селище Котовського)                            | прот. Дмитро Краснобаєв                                                        |
| 3  | Храм св. прп. Серафима Саровського                 | Одеса, вул. Світанку, 61 (мікрорайон Вузівський)                           | Архімандрит Пантелеймон (Бондаревський)                                        |
| 4  | Храм Свято-Троїцький                               | Одеса, 2-й Артилерійський провулок, 7 (район 2-ї станції Великого Фонтану) | митр. прот. Василь Вирозуб                                                     |
| 5  | Храм св. влмч. Георгія Побідоносця                 | Одеса, вул. Віталія Нестеренка, 36/1 (Слобідка)                            | митр. прот. Михайло Димида                                                     |
| 6  | Парафія Касперівської ікони Богородиці             | Одеса, вул. Хутірська, 19                                                  | митр. прот. Теодор Оробець                                                     |
| 7  | Храм Святого Миколая Чудотворця                    | Одеса, вул. Вікандера і Ларсена, 54 (Пересип)                              | прот. Михайло Кушнір                                                           |
| 8  | Свято-Духівська парафія                            | Одеса, вул. Георгія Липського 1                                            | ієрей Олександр Глузунов                                                       |
| 9  | Храм св. влмч. Пантелеймона                        | Одеса, Аркадія, ДПСУ                                                       | архімандрит Микита (Сировегін)                                                 |
| 10 | Храм св. мч. Віри, Надії, Любові і матері їх Софії | с-ще Ліски, Одеський район, вул. Заболотного, 50                           | митр. прот. Роман Дорош                                                        |
| 11 | Храм прп. Сергія Радонежського                     | с. Лиманка, Одеський район (Житловий масив Дайберг)                        | митр. прот. Теодор Оробець                                                     |

|                          |
| Церква Різдва Христового |

|                                                 |
| Храм святого великомученика Георгія Побідоносця |

|                                 |
| Храм Святого Миколая Чудотворця |

|                                                                     |
| Храм Св. Кирила і Мефодія у Кадетському корпусі Військової академії |

|                    |
| Храм Святої Трійці |

|                                                                |
| с-ще Ліски, Храм св. мч. Віри, Надії, Любові і матері їх Софії |

### Подільське
Подільський район, Роздільнянський район: Затишанська і Захарівська селищні громади.
Благочинний: протоієрей Михайло Базилько.
| №  | Населений пункт     | Назва                                    | Адреса              | Настоятель                  |  | Примітка |
| -- | ------------------- | ---------------------------------------- | ------------------- | --------------------------- |  | -------- |
| 1  | м. Кодима           | Храм Святого Архистратига Божого Михаїла | Вул. Єлісєєва, 50   | Ієромонах Нестор (Скрипник) |  |          |
| 2  | м. Подільськ        | Храм Всіх Святих землі Української       |                     | Прот. Михайло Базилько      |  |          |
| 3  | с. Андріяшівка      | Храм св. влмч. Димитрія Солунського      |                     | ігумен Яків (Стащук)        |  |          |
| 4  | с. Гетьманівка      | Церква св. Іоакима і Анни                |                     | Прот. Валерій Сосніцький    |  |          |
| 5  | с. Гулянка          | Храм Покрови Пресвятої Богородиці        |                     | Ієрей Іван Марчук           |  |          |
| 6  | с. Коханівка        | Храм св. ап. Якова брата Господнього     |                     | Ієрей Сергій Поліщук        |  |          |
| 7  | с. Мала Кіндратівка | Храм Всіх Святих землі Української       |                     | Прот. Михайло Базилько      |  |          |
| 8  | с. Мардарівка       | Храм св. Миколая Чудотворця              | Вул. Привокзальна 6 | Прот. Михайло Базилько      |  |          |
| 9  | с. Пасат            | Храм Свято-Покровський                   |                     | ігумен Яків (Стащук)        |  |          |
| 10 | с. Пужайкове        | Храм св. влмч. Димитрія Солунського      |                     | Прот. Петро Пасічник        |  |          |

|                                     |
| Свято-Дмитрівська церква, Пужайкове |

|                                            |
| Церква Святих Іоакима і Ганни, Гетьманівка |

|                                  |
| Церква Різдва Богородиці, Гольма |

### Роздільнянське
Роздільнянський район, Одеський район: Дачненська сільська громада, Березівський район: Ширяївська селищна громада, Петровірівська, Старомаяківська, Чогодарівська сільські громади.
Благочинний: протоієрей Олег Сидорович
| № | Населений пункт                      | Назва                              | Адреса                | Настоятель                 |  | Примітка |
| - | ------------------------------------ | ---------------------------------- | --------------------- | -------------------------- |  | -------- |
| 1 | с-ще Захарівка Роздільнянський район | Храм Свято-Успенський              |                       | Прот. Ярослав Бугринець    |  |          |
| 2 | с. Болгарка                          | Храм Успіння Пресвятої Богородиці  |                       | Прот. Володимир Кошарко    |  |          |
| 3 | с. Бурдівка                          | Храм Свято-Іллінський              |                       | Прот. Володимир Кошарко    |  |          |
| 4 | с. Великокомарівка                   | Храм Свято-Преображенський         |                       | ієромонах Авель (Телевний) |  |          |
| 5 | с. Єгорівка                          | Храм св. влмч. Георгія Побідоносця | вулиця Георгіївська 3 | Прот. Олег Сидорович       |  |          |
| 6 | с. Знам'янка                         | Храм Різдва Пресвятої Богородиці   |                       | Прот. Миколай Стефанюк     |  |          |
| 7 | с. Новоєлизаветівка                  | Храм Свято-Троїцький               |                       | прот. Миколай Стефанюк     |  |          |
| 8 | с. Новоукраїнка                      | Храм Різдва Пресвятої Богородиці   |                       | Прот. Олег Свиридюк        |  |          |

|                                                |
| Храм Успіння Пресвятої Богородиці, с. Болгарка |

|                                                   |
| Церква Святого Різдва Богородиці, с. Новоукраїнка |

|                                        |
| Свято-Георгіївська церква, с. Єгорівка |

### Южненське
Одеський район: Южненська міська громада, Доброславська селищна громада, Визирська і Фонтанська сільські громади.
Благочинний: протоієрей Микола Віщун
| № | Населений пункт                  | Назва                                         | Адреса               | Настоятель                |  | Примітка |
| - | -------------------------------- | --------------------------------------------- | -------------------- | ------------------------- |  | -------- |
| 1 | м. Південне                      | Храм Покрови Пресвятої Богородиці             | Вул. Хіміків 3/3     | митр. прот. Микола Віщун  |  |          |
| 2 | с-ще Доброслав Одеський район    | Храм Всіх святих Землі Української            | Вул. Центральна 1-А  | ієр. Володимир Чорний     |  |          |
| 3 | с. Вовківське Одеський район     | Свято-Успенський храм                         | Вул. Молодіжна 42    | ієр. Володимир Чорний     |  |          |
| 4 | с. Дмитрівка Одеський район      | Парафія свв. Петра і Павла                    | Вул. Західна 14/1    | ієр. Володимир Чорний     |  |          |
| 5 | с. Ониськове Одеський район      | Свято-Покровська парафія                      | Вул. Центральна 19-Б | прот. Владислав Донкоглов |  |          |
| 6 | с. Старі Шомполи Одеський район  | Храм Свято-Пантелеймонівський                 | Вул. Центральна 14   | ієрей Володимир Чорний    |  |          |
| 7 | с. Трояндове Одеський район      | Парафія Віри, Надії, Любові і матері їх Софії | Вул. Комсомольська 1 | прот. Владислав Донкоглов |  |          |
| 8 | с. Нова Вільшанка Одеський район | Парафія св. ап. Филипа                        |                      | митр. прот. Микола Віщун  |  |          |

|                                     |
| Свято-Покровський храм в Південному |

|                                                 |
| Храм Всіх святих землі Української у Доброславі |

|                                                           |
| Свято-Успенська каплиця на території школи, с. Вовківське |